# Antonio Campi
Antonio Campi (Cremona, 1524 – Cremona, 1587) è stato un pittore, storico e architetto italiano.

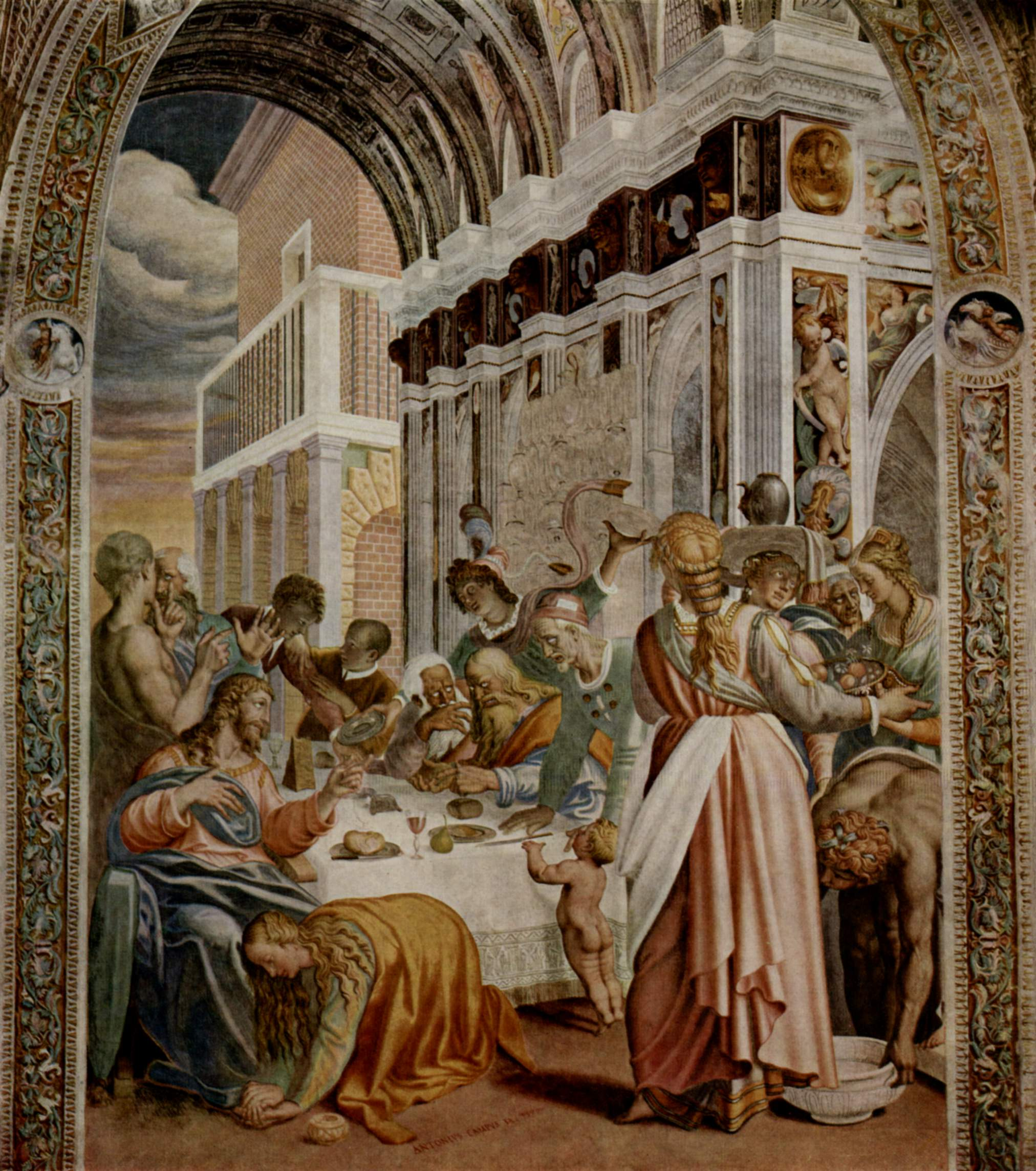
Affresco di Antonio Campi nella chiesa di San Sigismondo a Cremona

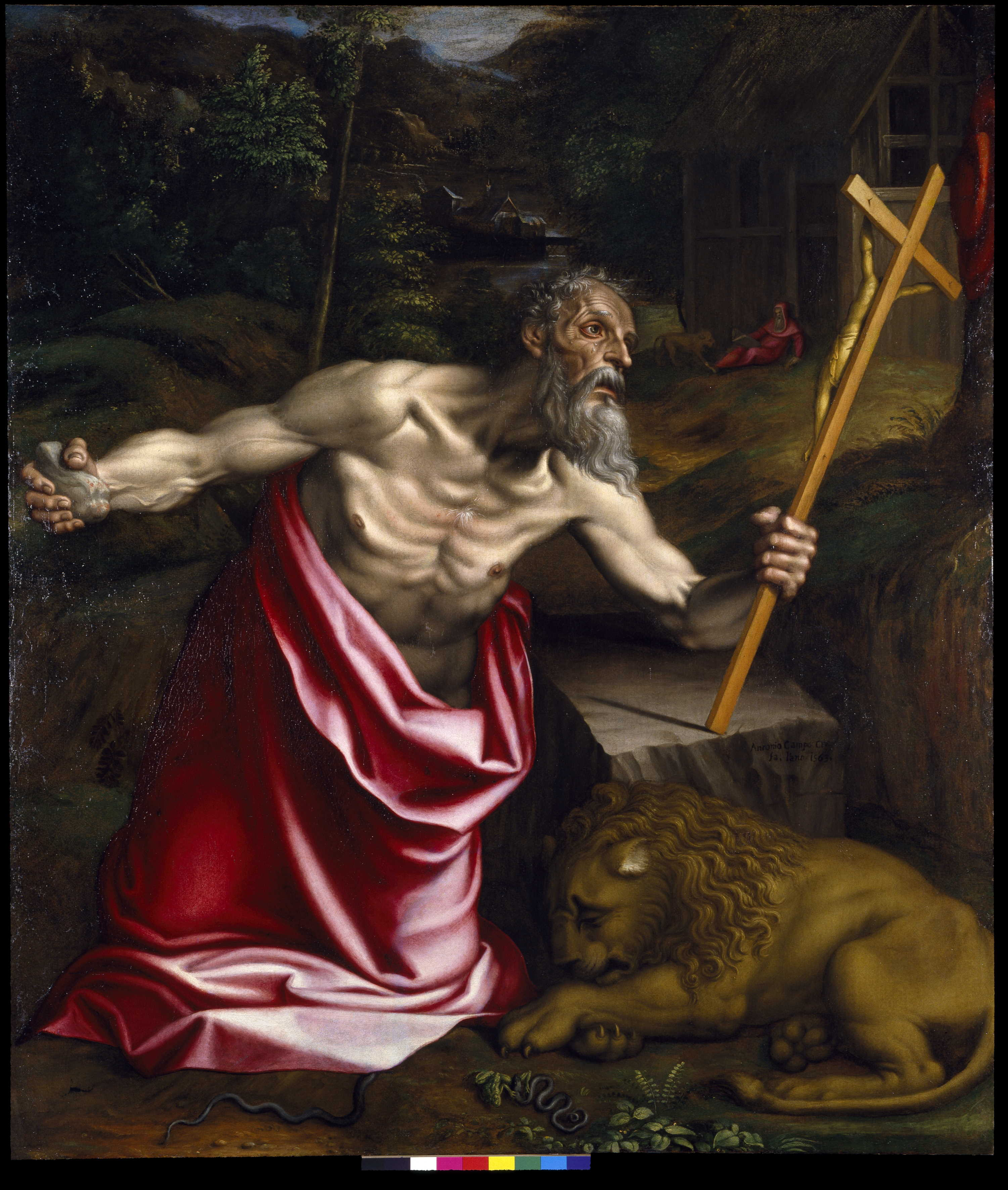
Antonio Campi, San Gerolamo, opera firmata e datata 1563, Milano, Altomani & Sons coll.

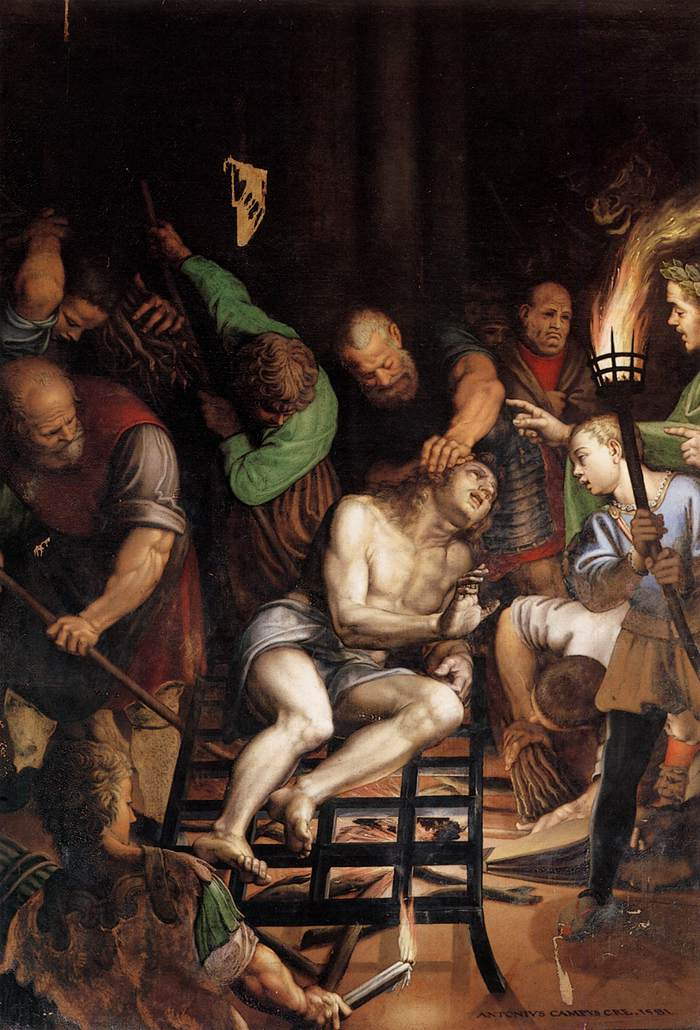
Martirio di san Lorenzo

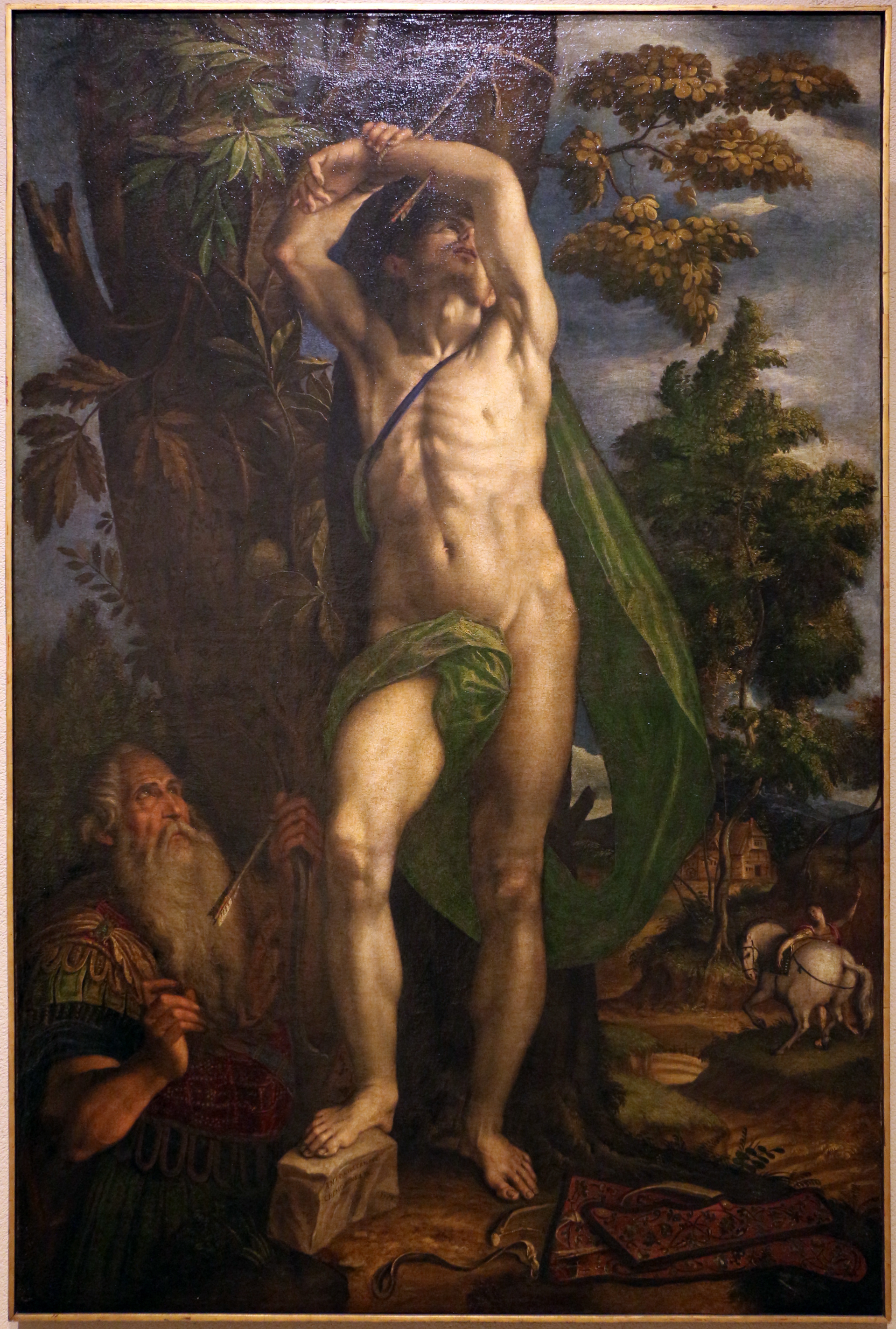
Martirio di san Sebastiano

Era figlio di Galeazzo Campi e fratello di Giulio Campi e Vincenzo Campi.

## Vita e opere
Allievo probabilmente del fratello maggiore Giulio, Antonio si mise in mostra con una pala d'altare per la chiesa di Sant'Ilario a Cremona datata 1546. Subito il suo stile mostrò influssi di Giulio Romano e Parmigianino, come è evidente anche dai dipinti eseguiti insieme al fratello Giulio per la sala dei Giureconsulti del palazzo della Loggia di Brescia, nel 1549.
Nel 1550 circa collaborò, sempre con Giulio, alla decorazione del palazzo Pallavicino a Torre Pallavicina, eseguendo raffinati e coloratissimi dipinti mitologici.
Va datato in questi anni il primo soggiorno a Milano, dove cominciò a decorare la chiesa di San Paolo Converso con il ciclo di affreschi del presbiterio (1564) e dipinse una bella pala (la Resurrezione di Cristo) per Santa Maria presso San Celso. Fu in questi anni che la pittura di Antonio Campi cominciò a caratterizzarsi con quel tono drammatico e spettacolare che gli avrebbe procurato le simpatie di un campione della controriforma come l'arcivescovo Carlo Borromeo.
Tornato a Cremona vi dipinse la Pietà (1566) per la Cattedrale e la Decollazione del Battista in San Sigismondo, opera che mostra già il caratteristico chiaroscuro marcato, dato da una forte fonte di luce che, secondo Roberto Longhi costituirà un precedente imprescindibile per la pittura di Michelangelo Merisi da Caravaggio. Questi anni furono molto intensi e costellati di opere: numerosissimi affreschi (sempre per la chiesa di San Sigismondo e San Pietro al Po a Cremona e per quella di San Vittore a Meda) e tele (Sacra conversazione, oggi a Brera; San Girolamo, oggi al Museo del Prado, per l'Escorial, la Decollazione del Battista per San Paolo Converso; Adorazione dei pastori per Santa Maria della Croce a Crema).
Tra le opere milanesi più avanzate si segnalano il trittico nella chiesa di San Marco (1577; oggi nel piccolo museo annesso alla chiesa) e le due tele della cappella Gallarati a Sant'Angelo (1583-1584), dal tono quasi precaravaggesco, e la decorazione della volta a botte della chiesa di San Paolo, con una spettacolare quadratura prospettica e le figure di Cristo, della Vergine e degli Apostoli visti da uno scenografico sottoinsù, quasi una premonizione della pittura barocca, eseguita in collaborazione col fratello Vincenzo. Il Castello Sforzesco ospita il dipinto San Sebastiano eseguito nel 1575.